# Jukka Nevalainen
Pour les articles homonymes, voir Nevalainen.
 (mars 2016).
Si vous disposez d'ouvrages ou d'articles de référence ou si vous connaissez des sites web de qualité traitant du thème abordé ici, merci de compléter l'article en donnant les références utiles à sa vérifiabilité et en les liant à la section « Notes et références ».

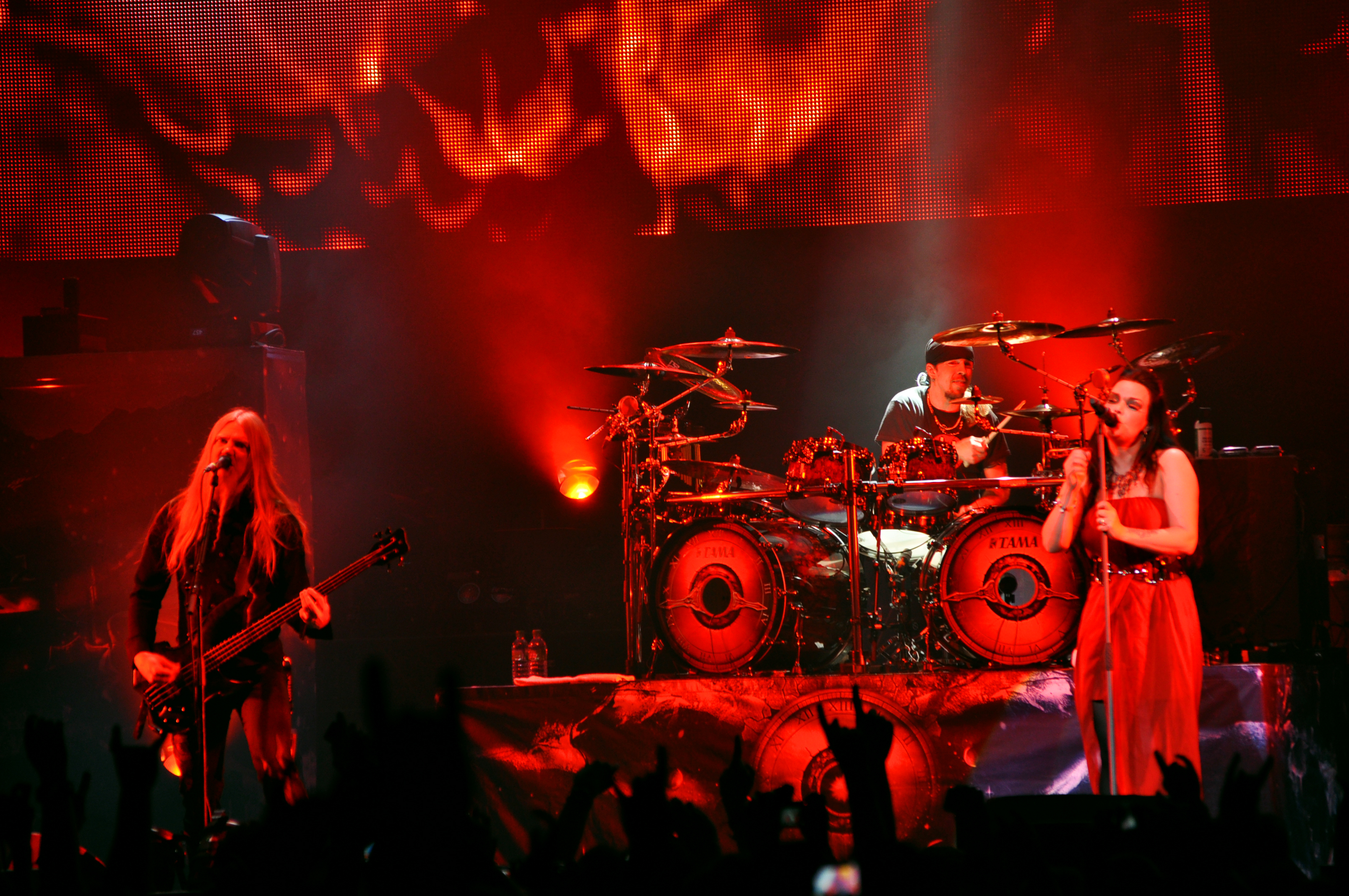
Jukka Nevalainen, Nantes en 2012

Jukka "Julius" Antero Nevalainen est un batteur finlandais né le 21 avril 1978. Reconnu pour ne jamais se séparer de son célèbre bandana et pour être végétarien, il est principalement connu pour avoir été le batteur du groupe Nightwish depuis sa création en 1996 et ce jusqu'au 15 juillet 2019, date à laquelle il quitte définitivement son poste pour se consacrer à l'activité administrative du groupe. 

## État civil
Jukka est marié à Satu et est père de trois enfants : Luna (née en 2003), Niki (né en décembre 2005) et Lara (née le 22 juin 2010).
Pour l'anecdote, il s'est fait tatouer les noms de ses deux premiers enfants sur les avants-bras.

## Parcours musical
Jukka Nevalainen joue de la batterie depuis l'âge de 14 ans.
Ses débuts furent difficiles, car il ne disposait pas de place pour pouvoir apprendre et surtout répéter à son aise.
Ainsi, durant plus de cinq ans, il dut se contenter d'un apprentissage de seulement une demi-heure par semaine.
Mais grâce à sa persévérance, il acquit un niveau qui lui vaut maintenant son irréfutable renommée dans le monde de la scène metal.
Jukka est le premier batteur de Nightwish et est à ce jour toujours compté parmi les membres du groupe, son remplacement par Kai Hahto ayant été présenté comme provisoire.
Il a également participé à quelques autres projets, dont Sethian, mais il fait avant tout partie de Nightwish puisqu'il en est un des tout premiers membres.
Il s'occupe de la gérance du magasin en ligne du groupe et est à l'origine de l'idée de créer une correspondance entre le groupe et ses fans (devenu le « nightmail »).
Il joue sur des batteries de la marque japonaise Tama (série Starclassic), sur les cymbales Paiste (séries Dimension, Signature, 2002 et Rude) et Hardware Tama, et utilise les baguettes Pro-Mark série Signature Jukka Nevalainen.
Le 6 août 2014, il annonce faire une pause au sein du groupe Nightwish à cause de problèmes d'insomnie. Il sera alors remplacé par Kai Hahto (Swallow the Sun, Wintersun, ex-Rotten Sound), pour l'enregistrement du nouvel album du groupe, Endless Forms Most Beautiful.
Le 15 juillet 2019, il annonce laisser définitivement sa place de batteur au sein de Nightwish à son ami Kai Hahto, même s'il précise que la pause qu'il a prise lui a été fortement bénéfique et qu'il se sent beaucoup mieux. Il annonce tout de même rester dans l'entourage proche du groupe puisqu'il gérera la partie business et communication du groupe.